# Bulia confirmans
Bulia confirmans is een vlinder uit de familie van de spinneruilen (Erebidae), uit de onderfamilie van de Erebinae. De wetenschappelijke naam van deze soort is voor het eerst gepubliceerd in 1858 door Francis Walker. 
Kenmerkend voor deze Bulia-soort is dat het maanvormige figuur op de achtervleugel wit is, terwijl deze bij de andere Bulia-soorten geel is. De voorvleugellengte van het mannetje is 11,5 tot 13,5 millimeter en van het vrouwtje 13 tot 14,5 millimeter.

## Verspreiding
De soort komt voor in Cuba, Jamaica, Haïti, de Dominicaanse Republiek, Puerto Rico, Grenada, Curaçao, Colombia en het noorden van Venezuela.

## Waardplant
De rups leeft op Jatropha gossypiifolia (Euphorbiaceae).